# Prissac
Prissac és un municipi francès, situat al departament de l'Indre i a la regió de Centre – Vall del Loira. L'any 2007 tenia 694 habitants.

## Demografia

### Població
El 2007 la població de fet de Prissac era de 694 persones. Hi havia 322 famílies, de les quals 120 eren unipersonals (60 homes vivint sols i 60 dones vivint soles), 117 parelles sense fills, 77 parelles amb fills i 8 famílies monoparentals amb fills.
La població ha evolucionat segons el següent gràfic:
Habitants censats

### Habitatges
El 2007 hi havia 547 habitatges, 331 eren l'habitatge principal de la família, 138 eren segones residències i 78 estaven desocupats. 515 eren cases i 24 eren apartaments. Dels 331 habitatges principals, 257 estaven ocupats pels seus propietaris, 62 estaven llogats i ocupats pels llogaters i 11 estaven cedits a títol gratuït; 7 tenien una cambra, 26 en tenien dues, 60 en tenien tres, 94 en tenien quatre i 143 en tenien cinc o més. 207 habitatges disposaven pel capbaix d'una plaça de pàrquing. A 163 habitatges hi havia un automòbil i a 126 n'hi havia dos o més.

### Piràmide de població
La piràmide de població per edats i sexe el 2009 era:
| Homes | Edats   | Dones |
| ----- | ------- | ----- |
| 4     | 95 o +  | 0     |
| 4     | 90 a 94 | 0     |
| 8     | 85 a 89 | 28    |
| 16    | 80 a 84 | 16    |
| 16    | 75 a 79 | 24    |
| 24    | 70 a 74 | 44    |
| 24    | 65 a 69 | 8     |
| 28    | 60 a 64 | 16    |
| 12    | 55 a 59 | 36    |
| 32    | 50 a 54 | 20    |
| 12    | 45 a 49 | 28    |
| 28    | 40 a 44 | 12    |
| 32    | 35 a 39 | 4     |
| 20    | 30 a 34 | 32    |
| 24    | 25 a 29 | 16    |
| 8     | 20 a 24 | 16    |
| 4     | 15 a 19 | 16    |
| 12    | 10 a 14 | 16    |
| 12    | 5 a 9   | 16    |
| 20    | 0 a 4   | 24    |

## Economia
El 2007 la població en edat de treballar era de 416 persones, 279 eren actives i 137 eren inactives. De les 279 persones actives 253 estaven ocupades (144 homes i 109 dones) i 26 estaven aturades (12 homes i 14 dones). De les 137 persones inactives 73 estaven jubilades, 25 estaven estudiant i 39 estaven classificades com a «altres inactius».

### Ingressos
El 2009 a Prissac hi havia 330 unitats fiscals que integraven 710,5 persones, la mediana anual d'ingressos fiscals per persona era de 13.106 €.

### Activitats econòmiques
Dels 31 establiments que hi havia el 2007, 1 era d'una empresa alimentària, 11 d'empreses de construcció, 5 d'empreses de comerç i reparació d'automòbils, 1 d'una empresa de transport, 4 d'empreses d'hostatgeria i restauració, 1 d'una empresa immobiliària, 4 d'empreses de serveis, 2 d'entitats de l'administració pública i 2 d'empreses classificades com a «altres activitats de serveis».
Dels 9 establiments de servei als particulars que hi havia el 2009, 2 eren paletes, 1 guixaire pintor, 1 fusteria, 2 lampisteries, 1 perruqueria i 2 restaurants.
Dels 2 establiments comercials que hi havia el 2009, 1 era una botiga de menys de 120 m² i 1 una fleca.
L'any 2000 a Prissac hi havia 52 explotacions agrícoles que ocupaven un total de 4.032 hectàrees.

## Equipaments sanitaris i escolars
L'únic equipament sanitari que hi havia el 2009 era una farmàcia.
El 2009 hi havia una escola maternal integrada dins d'un grup escolar amb les comunes properes formant una escola dispersa.

## Poblacions més properes
El següent diagrama mostra les poblacions més properes.